# Gudea

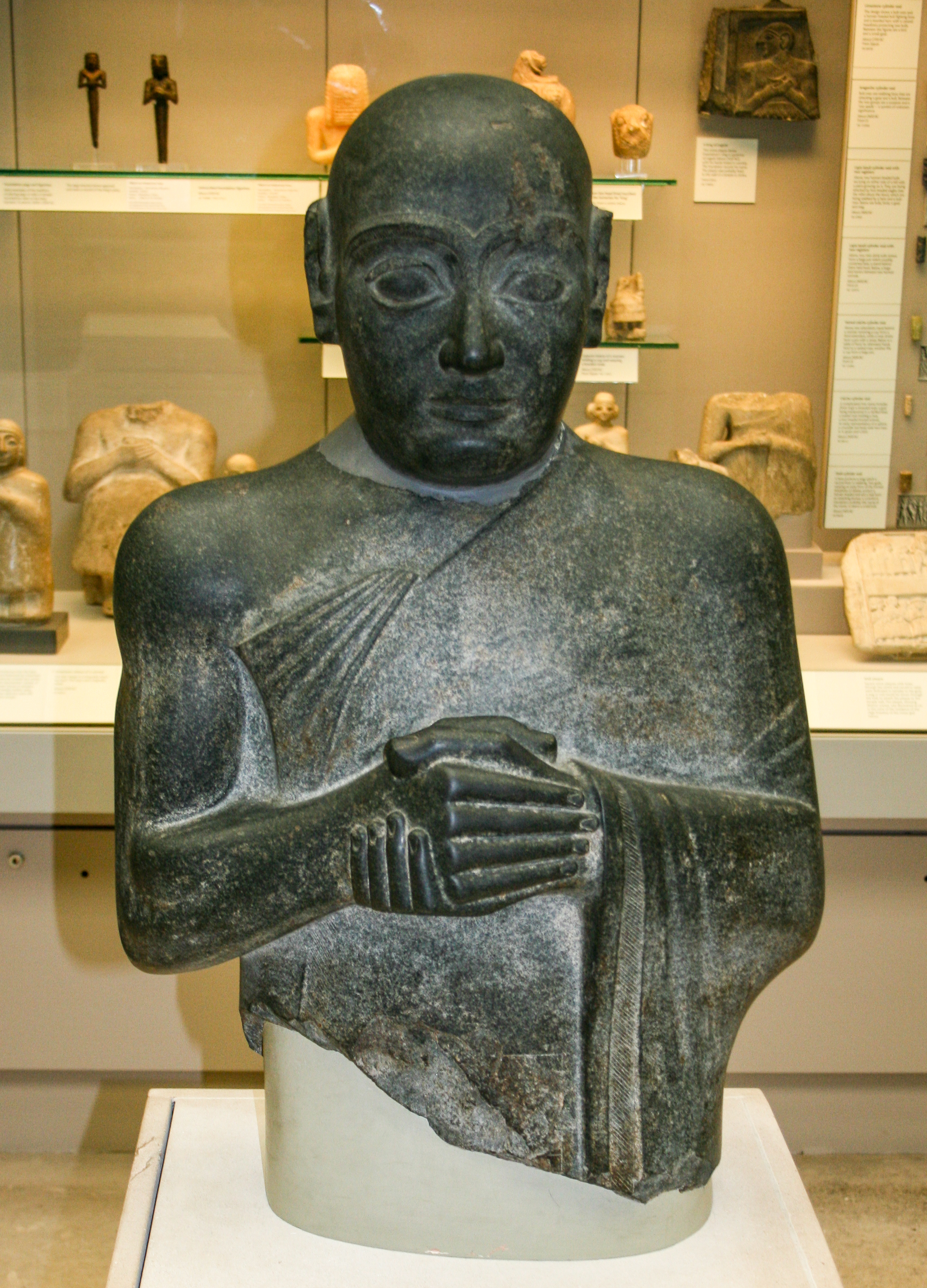
Gúdea szobra a British Museumban

Gudea (középső kronológia szerint i. e. 22. század) az ókori Sumer városállama, Lagas uralkodója (enszi) volt az Akkád Birodalmat megdöntő gutik uralma végén vagy annak befejeztével. Befolyása Elámban és Sumer más részein is érvényesült. Fellendítette Lagas gazdasági és szellemi életét.
Nevének jelentése sumer nyelven: „az elhivatott”, 𒅗𒌣𒀀: gu3-de2-a, átírása: Gùdéa. Nyilvánvalóan felvett uralkodói név.

## Uralkodása
Valószínűleg a gutik uralmát megdöntő Utu-héngál és a III. uri dinasztia alapítója, Ur-Nammu kortársa volt és hosszú, 30 évnél is hosszabb uralkodása talán még Sulgi idejére is átnyúlt. Nem tudjuk, hogyan került pontosan hatalomra, neve („az elhivatott”) alapján egyesek trónbitorlónak vélik, mások szerint beházasodott Ur-Baba családjába, elvéve annak lányát, Ninallát. Ninalláról annyit tudni, hogy egy u-ra végződő nevű, ismeretlen helyen uralkodó személy leánya, Gudea felesége. A hely csak valószínűsíthetően Lagas, és itt Gudea előtt Ur-Baba uralkodott, akinek nevét általában Ur-Baú formában írták.
A lagasi hagyományokkal ellentétben Gudea aláírásában sosem szerepel a „dumu XY” formula (fia valakinek), ami arra utal, hogy nemhogy nem királyi vérből, de még csak nem is főrangú családból származott. Utódai, többek közt egy évszázaddal később Amar-Szín és Su-Szín a neve elé írták a dingir determinatívumot (dgu3-de2-a, ami Gudea életében nem fordult elő) és valamely isten fiának nevezték. Egy felirat úgy említi, mint Lagas város istenét, amely Narám-Szín „Akkade istene” titulusát utánozza.
Gudea feliratain viszonylag kevés információ olvasható a városkirályság helyzetéről, politikájáról. Nem tudjuk, mekkora területre terjesztette ki uralmát, egyetlen katonai sikeréről tudunk – egy szobortalapzat feliratából –, amikor Elám és Ansan felett győzelmet aratott és talán Ur felett is volt valamilyen hatalma – sógornője, Enannépada egészen Ur-Nammu ötödik évéig volt Nanna főpapnője Urban –, de például az ősi riválist, Ummát sosem említi. Évnevei is csak ritkán árulkodnak politikai tevékenységéről. A hetedik és tizedik év közti négy évben csak az Édugga, Ningírszu templomának építése a hangsúlyos, majd Baba, Nindara, és végül a 18–20. években Gátumdu temploma, az Ébagara.

## Gudea évnevei
Az évnevek több, főleg Gírszuban fennmaradt szövegen szerepelnek. Itt csak a főváltozattól eltérő források variánsai szerepelnek.
1. mu gu3-de2-a ensi2 – év, amikor Gudea enszi (lett)
2. mu ID2.dnin-gir2-su-ušumgal ba-ba-al-la – év, amikor Ningírszu-usumgal, a sárkány csatornáját ásták
mu i7 dnin-gir2-su-ušmgal ba-ba-al-la
3. mu balaĝ ušumgal-kalam-ma ba-dim2-ma – év, amelyben a föld sárkánya nevű hárfát elkészítették
mu balag ušumgal ku ba-dim2
4. mu giššar2-ur3-ra ba-du3-a – év, amelyben a šarur-fegyver elkészült
mu geššar2-ur3-ra ba-du3-a
5.  mu nin za-bu-ka – Zabum hölgyének éve
mu nunuz-za-bu-ka[
6. mu anšanki gištukul ba-sig3-a – év, amelyben Ansant legyőzték a fegyvereink
[mu …] geštukul ba-sag3-a
7. mu gišu5-šub-ba / gišu3-šub-ba ba-dim2-ma – év, amelyben a tégla öntöformája elkészült
mu gešu5-šub-ba dim2
8. mu sig4-dni[n-gir2-su]-ka u3-šub-⌐ba ba¬-ĝar-[ra] – év, amelyben a Ningírszu(-templom) tégláját lefektették a sablonban
mu sig4 dnin-[…]-ka u3 šub x […] gar-[ra? …]
mu sig4-dnin-gir2-su-ka u3-šub-ba ĝar
mu sig4-dnin-gir2-su
9. mu sig4 dnin-gir2-su-ka us2-sa – Ningírszu(-templom) téglájának éve
mu sig4 dnin-[…] us2-sa […]
10. mu e2-dnin-gir2-su-ka ba-du3-a – év, amelyben Ningírszu temploma elkészült
[mu e2 dnin]-gir2-su [ba]-du3
11. mu gešgu-za dnanše ba-dim2-ma – év, amelyben Nanse trónja elkészült
mu gišgu-za dnanše ba-dim2-ma
12. mu e2-dba-ba6 ba-du3-a – év, amelyben Baba temploma elkészült
13. mu nin-dingir-d[…] – év, amelyben […](isten) főpapnője (…)
14. mu šita2 sag-ninnu dnin-gir2-su-ka ba-dim2-ma – év, amelyben Ningírszu ötven fejű síta-fegyvere elkészült
mu šita2 sag-ninnu ba-dim2-ma
15. mu e2-dnin-dar-a ba-du3-a – év, amelyben Nindara temploma elkészült
16. mu mi-i3-ṭum sag-ninnu ba-dim2-ma – év, amelyben az ötven fejű mitum-fegyver elkészült
mu mi-tum
mu mi-ṭum ba-dim2-ma
mu mi-ṭum sag-ninnu
mu mi-i3-ṭum sag-ninnu ba-dim2
mu mi-i3-ṭum
mu mi-ṭum sag-ninnu ba-dim2-ma
16b. mu gištukul ur-sag-ninnu ba-dim2-ma – év, amelyben az ötven hős fegyvere elkészült
mu geštukul ur-sag-ninnu ba-dim2-ma
17. mu i7 pirig-gim-du ba-ba-al-la – év, amelyben a „Pirggimdu mozog, mint az oroszlán” (nevű) csatornát ásták
mu i7 pirig-gin7-du ba-ba-al-la
18. mu e2-dga2-tum3-du10 ba-du3-a – év, amelyben Gátumdu temploma épült
19. mu lu2-maḫ-dinanna maš-e i3-pa3 – év, amelyben a jósjelek segítségével Inanna lúmah-papját kiválasztották
ur dnin-gir2 ensi2 mu lu2-maḫ-dinanna maš-e ba-pa3-da
20. mu e2-ba-gara2 ba-du3-a – év, amelyben az Ébagara felépült

## Lásd még
Lagas uralkodóinak listája